# جوزيف كار
جوزيف كار (بالإنجليزية: Joseph Carr)‏ هو منفذ ‏ أمريكي، ولد في 22 أكتوبر 1880 في كولومبوس في الولايات المتحدة، وتوفي بنفس المكان في 20 مايو 1939.

## وصلات خارجية
- جوزيف كار على موقع الموسوعة البريطانية (الإنجليزية)
- جوزيف كار على موقع إن إن دي بي (الإنجليزية)